# Eagle (Contea di Waukesha, Wisconsin)
Eagle è un comune degli Stati Uniti, situato in Wisconsin, nella Contea di Waukesha.